# Stephanie (Sängerin, 1987)
Kim Bo-gyung (* 16. Oktober 1987 in Südkorea) ist eine südkoreanische Sängerin, bekannt unter ihrem Künstlernamen Stephanie. Ursprünglich war sie Tänzerin und in den USA wie auch in Südkorea aktiv. Von 2005 bis 2016 war sie in der südkoreanischen Girlband The Grace aktiv sowie inaktiv.

## Leben
Kim Bo-gyung fing mit fünf Jahren an Ballett zu tanzen. Sie zog mit ihrer Familie aus Südkorea nach San Diego in Kalifornien, wo sie in einer Ballettgruppe war. Daher spricht sie fließend Englisch. Sie spielte früh in verschiedenen amerikanischen Musicals mit. Nachdem sie den jährlichen Southern California „Teen Best“ Wettbewerb gewonnen hatte, wurde sie bei den SM-Scouts von SM Entertainment aktiv. Sie war die weibliche Rolle im Musikvideo von Kangta & Vaness zu 127day, welches in chinesischer und koreanischer Sprache existiert.
Seit 2005 ist sie in der südkoreanischen Girlgroup The Grace. Sie traten erst in Südkorea, dann in China und schließlich in Japan auf. Für die zweite japanische Single The Club nahm sie als B-Side den Song What U Want auf, der in japanischer und koreanischer Sprache erhältlich ist.
2008 nahm sie für das vierte Studio-Album Stars vom japanischen DJ Makai den Song Everlasting Star auf, den sie solo singt.
Nachdem sie wegen chronischer Rückenschmerzen an der Tenjochiki 1st Live Tour 2009 ~Dear...~ nicht teilnehmen konnte und die Band die Tour zu dritt fortsetzte, machte The Grace eine Pause. Ein Comeback wurde angekündigt, allerdings nicht für wann. Nachdem sie gesund war, zog sie sich in die USA zurück und studierte dort Ballett. Mittlerweile ist sie mit ihrem Studium fertig. In einem Interview sagte sie, dass sie gerne wieder in der Musikbranche tätig sein möchte.
Stephanie ist bekannt für ihren Tanz. Sie gilt als eine der besten Tänzerinnen Südkoreas und war zu aktiven Zeiten sehr beliebt. Neben Ballett tanzt sie auch noch Jazz Dance und Hip-Hop.
2012 wurde bekannt, dass Stephanie ihr Solo-Debüt starten will und einen Plattenvertrag bei Media Line Entertainment unterschrieben hat. Das Album wird von Media Line Entertainment und SM Entertainment produziert, da ihr Vertrag mit SM Entertainment noch nicht ausgelaufen ist. Am 4. Oktober wurde eine Vorschau des Liedes Game auf M-Net gezeigt. Das Lied ist auf ihrer ersten Single The New Beginning, die am 8. Oktober 2012 in Südkorea veröffentlicht wurde.

## Diskografie

### EPs
| Jahr | Titel      | Höchstplatzierung, Gesamtwochen, AuszeichnungChartsChartplatzierungen (Jahr, Titel, Platzierungen, Wochen, Auszeichnungen, Anmerkungen) | Anmerkungen                            |
| Jahr | Titel      | KR | Anmerkungen                            |
| ---- | ---------- | --- | -------------------------------------- |
| 2015 | Top Secret | KR20 (1 Wo.)KR | Erstveröffentlichung: 13. Oktober 2015 |

### Singles
| Jahr | Titel Album              | Höchstplatzierung, Gesamtwochen, AuszeichnungChartsChartplatzierungen (Jahr, Titel, Album, Platzierungen, Wochen, Auszeichnungen, Anmerkungen) | Anmerkungen                           |
| Jahr | Titel Album              | KR | Anmerkungen                           |
| ---- | ------------------------ | --- | ------------------------------------- |
| 2012 | Game The New Beginning   | KR94 (1 Wo.)KR | Erstveröffentlichung: 2012            |
| 2015 | Prisoner Top Secret      | — | Erstveröffentlichung: 2015            |
| 2015 | Blackout Top Secret      | — | Erstveröffentlichung: 2015            |
| 2016 | Tomorrow –               | — | Erstveröffentlichung: 2016            |
| 2019 | Man on the Dance Floor – | — | Erstveröffentlichung: 2019            |
| 2019 | Say It –                 | — | Erstveröffentlichung: 2019 feat. Lina |
| 2020 | Love Pain –              | — | Erstveröffentlichung: 2020            |